# Gang Daltonów

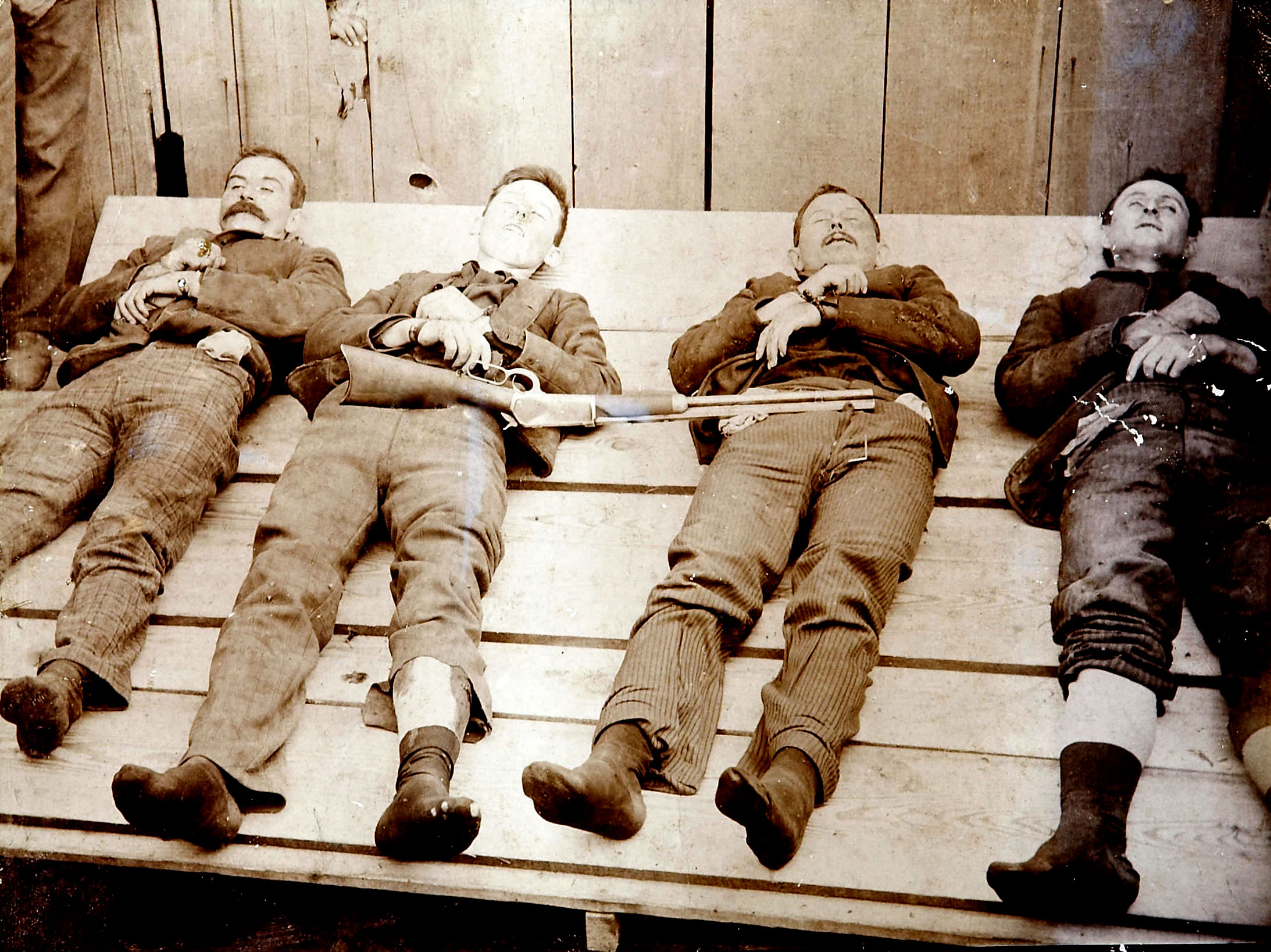
Ciała Daltonów wystawiono na widok publiczny

Gang Daltonów – przestępczy gang, który zyskał rozgłos w latach 90. XIX wieku na Dzikim Zachodzie w USA. Zajmował się napadami na banki i pociągi przewożące cenne ładunki.
W skład gangu wchodzili kolejno m.in.: Bill Power, Bob Dalton (ur. 1869), Grattan (Grat) Dalton (ur. 1861) i Dick Broadwell, później dołączył do nich również Emmett Dalton (ur. 1871).
Daltonowie byli braćmi, dziećmi Lewisa Daltona i Adeline z domu Younger, którzy mieli ogółem 15 dzieci. Rodzina mieszkała od 1886 w stanie Kansas, następnie od 1889 w Oklahomie. Bracia Grattan, Bob i Emmett początkowo byli stróżami prawa. W roku 1880 Grat, mając zaledwie 19 lat, po raz pierwszy zastrzelił człowieka. Twierdził, że zabił w obronie prawa i został uniewinniony, choć co bardziej podejrzliwi twierdzili, że ofiara chciała odbić Gratowi dziewczynę. W marcu 1890 r. Bob uchylił się od procesu sądowego, zaś we wrześniu został aresztowany za kradzież koni, lecz zarzuty zostały cofnięte. Po utraceniu dobrej opinii, uciekli ze służby i sformowali gang w Kalifornii.
Zginęli wszyscy oprócz Emmetta po próbie obrabowania Narodowego Banku w Coffeyville w stanie Kansas 5 października 1892, w strzelaninie z mieszkańcami miejscowości. Emmett Dalton, choć poważnie ranny (23 rany postrzałowe), przeżył i został skazany na dożywocie (ułaskawiony po 14 latach, zmarł w 1937).
Daltonowie są bohaterami serii komiksów René Goscinnego, Lucky Luke.